# Austroagalloides karoondae
Austroagalloides karoondae är en insektsart som beskrevs av Evans 1935. Austroagalloides karoondae ingår i släktet Austroagalloides och familjen dvärgstritar. Inga underarter finns listade i Catalogue of Life.